# Karl Anton Joseph von Baltin
Karl Anton Joseph Freiherr von Baltin, avstrijski general, * 24. november 1804, † 5. oktober 1873.

## Pregled vojaške kariere
Napredovanja
- generalmajor: 19. april 1859
- podmaršal: 7. julij 1866
- Feldzeugmeister: 1. oktober 1873